# Liste de jeux Atlus
Cette liste de jeux Atlus répertorie les jeux développés ou édités par l'entreprise Atlus.

## Jeux

### Megami Tensei
- Devil Summoner: Soul Hackers
- Digital Devil Story: Megami Tensei
- Digital Devil Story: Megami Tensei II
- Gaiden Megami Tensei: Tokyo Mokushiroku
- Jack Bros.
- Kyuuyaku Megami Tensei
- Majin Tensei
- Majin Tensei II: Spiral Nemesis
- Majin Tensei: Ronde
- Megami Tensei Gaiden: Last Bible Special
- Soul Hackers 2

### Shin Megami Tensei
- Demikids
- Shin Megami Tensei
- Shin Megami Tensei If...
- Shin Megami Tensei II
- Shin Megami Tensei: Lucifer's Call
- Shin Megami Tensei: Nine
- Shin Megami Tensei: Devil Children: Black Book/Red Book/White Book
- Shin Megami Tensei: Devil Children 2
- Shin Megami Tensei: Devil Summoner
- Shin Megami Tensei: Devil Summoner - Raidou Kuzunoha vs. The Soulless Army
- Shin Megami Tensei: Devil Summoner 2 - Raidou Kuzunoha vs. King Abaddon
- Shin Megami Tensei: Devil Survivor
- Shin Megami Tensei: Devil Survivor 2
- Shin Megami Tensei: Devil Survivor Overclocked
- Shin Megami Tensei: Devil Survivor 2: Break Record
- Shin Megami Tensei: Digital Devil Saga
- Shin Megami Tensei: Digital Devil Saga 2
- Shin Megami Tensei: Imagine
- Shin Megami Tensei: Strange Journey
- Shin Megami Tensei IV
- Shin Megami Tensei IV: Apocalypse
- Shin Megami Tensei: Strange Journey Redux
- Shin Megami Tensei V

### Shin Megami Tensei: Persona
- Revelations: Persona
- Shin Megami Tensei: Persona
- Persona 2: Eternal Punishment
- Persona 2: Innocent Sin
- Shin Megami Tensei: Persona 3
- Shin Megami Tensei: Persona 3 FES
- Shin Megami Tensei: Persona 3 Portable
- Shin Megami Tensei: Persona 4
- Shin Megami Tensei: Persona 4 Golden
- Persona Q: Shadow of the Labyrinth
- Persona 4: Dancing All Night
- Persona 5
- Persona 5: Dancing in Starlight
- Persona 3: Dancing in Moonlight
- Persona Q2: New Cinema Labyrinth
- Persona 5 Royal
- Persona 5 Strikers
- Persona 5 Tactica
- Persona 3 Reload

### Trauma Center
- Trauma Center: New Blood
- Trauma Center: Second Opinion
- Trauma Center: Under the Knife
- Trauma Center: Under the Knife 2
- Trauma Team

### Etrian Odyssey
- Etrian Mystery Dungeon
- Etrian Odyssey
- Etrian Odyssey II: Heroes of Lagaard
- Etrian Odyssey III: The Drowned City
- Etrian Odyssey IV
- Etrian Odyssey V
- Etrian Odyssey Nexus
- Etrian Odyssey Untold: The Millennium Girl
- Etrian Odyssey Untold 2: Knight of the Fafnir

### Autres jeux
- ADVAN Racing
- Amazing Tater
- Armored Police Metal Jack
- Bio-Senshi Dan: Increaser to no Tatakai
- Bonk's Adventure
- Catherine
- Catherine: Full Body
- Deep Labyrinth
- deSpiria
- Dragon's Crown
- Dungeon Explorer
- Golf Grand Slam
- Go! Go! Hypergrind
- Gouketsuji Ichizoku 2: Chottodake Saikyou Densetsu
- GP-1
- Groove on Fight: Gouketsuji Ichizoku 3
- Hellnight
- Imadoki no Vampire: Bloody Bride
- Kartia: The Word of Fate
- Kwirk
- Maken Shao: Demon Sword
- Maken X
- Metaphor: ReFantazio
- Power Instinct
- Princess Crown
- Purikura Daisakusen
- Radiant Historia
- Radiant Historia: Perfect Chronology
- Riviera : La Terre Promise
- Rockin' Kats
- Snow Break
- Somer Assault
- Stella Glow
- Super Widget
- Tesla Effect: A Tex Murphy Adventure
- The Legendary Axe II
- Tokyo Mirage Sessions #FE
- Tokyo Mirage Sessions #FE Encore
- Tokyo Mono Hara Shi: Karasu no Mori Gakuen Kitan
- Torico
- Unicorn Overlord
- Wacky Race
- Widget
- Yggdra Union: We'll Never Fight Alone

### Conception
- Conception : Please Give Birth to My Child !!
- Conception II : Children of the Seven Stars